# Schweizer Kinder

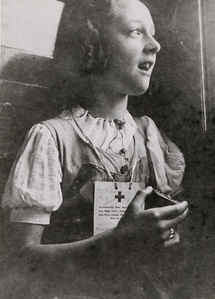
Wiener Mädchen reist im Kinderzug in die Schweiz, etwa nach 1945

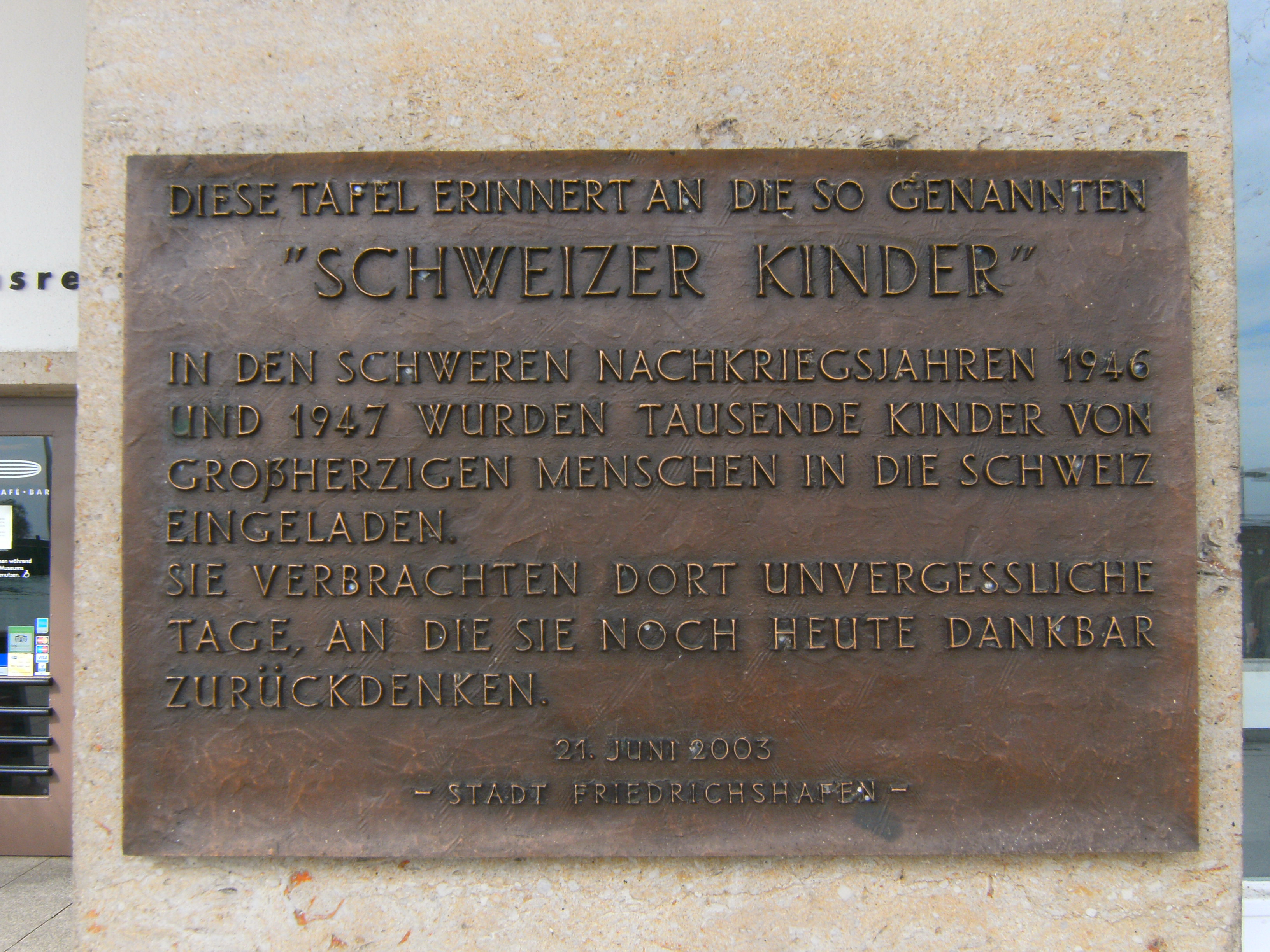
Schiffsanlegestelle Friedrichshafen: Dank an die Schweizer Bevölkerung für ihre Hilfe für die notleidenden Kinder im Nachkriegs-Deutschland

Schweizer Kinder werden im Nachkriegsdeutschland und -österreich jene Kinder genannt, die in der Zeit nach dem Zweiten Weltkrieg Hilfe und Unterstützung durch Schweizer Gastfamilien erfuhren. Die Hilfsbereitschaft der Schweiz und der Schweizer Bevölkerung drückte sich in der umfassenden Aktion Schweizer Spende an Kriegsgeschädigte aus. Die Kinderhilfe des Schweizerischen Roten Kreuzes wurde im Rahmen der Schweizer Spende ausgeführt.

## Hilfsangebote

### Schweizer Sonntage
Evangelische und später auch katholische Geistliche organisierten die Schifffahrt ab Friedrichshafen nach Romanshorn und meist eintägige Gastaufenthalte bei Schweizer Familien. Die Kinder kehrten mit Geschenken und in Dankbarkeit zurück. Es entstanden neue Freundschaften.

### Familienanschluss auf Zeit
Die Schweizer Kinder waren Kinder, die im Zweiten Weltkrieg Bombenangriffen, Sirenen, Hunger, Angst und Zerstörung ausgesetzt waren. Ihnen boten Schweizer Gastfamilien nach dem Ende der Kriegshandlungen bis zu einem halben Jahr Familienanschluss auf Zeit.

### Grenzlandhilfe
Die Schweizer Grenzlandhilfe nahm außerdem zwischen 1946 und 1956 insgesamt 181.000 Kinder auf, wobei 44.000 Kinder davon aus dem kriegszerstörten Deutschland kamen. Auch aus Österreich kamen viele Kinder, die von den Schweizern Öschrichli genannt wurden, zur Erholung. Viele dieser Kinder waren mangelernährt, krank oder sie stammten aus großen Familien oder aus Familien, deren Väter nicht aus dem Krieg zurückgekehrt waren.

## Hilfsorganisation
Die ehemaligen Schweizer Kinder halfen später selber anderen Kindern in Not. Mit der Aktion der längsten Schiffsbrücke der Welt erinnerte der deutsche Verein "Schweizer Kinder" am 20. Mai 2007 an die Nachkriegshilfe der Schweiz und wies mit dieser öffentlichkeitswirksamen Aktion gleichzeitig auf seine spendenfinanzierte Hilfsarbeit hin. Die Schiffsbrücke, die aus einer Aneinanderreihung von 2500 Wasserfahrzeugen bestand (mit 10.000 Personen an Bord), verlief von Friedrichshafen bis Romanshorn.